# Barco dragão nos Jogos Asiáticos de 2022
O barco dragão nos Jogos Asiáticos de 2022 foi realizado de 4 a 6 de outubro de 2023 no Centro de barcos-dragão de Wenzhou na cidade de Wenzhou, na China.

## Calendário
| H | Eliminatórias | S | Semifinais | F | Finais |

| Evento↓/Data →   | 4ª Qua | 4ª Qua | 4ª Qua | 5ª Qui | 5ª Qui | 5ª Qui | 6ª Sex | 6ª Sex | 6ª Sex |
| ---------------- | ------ | ------ | ------ | ------ | ------ | ------ | ------ | ------ | ------ |
| 200 m masculino  | H      | S      | F      |        |        |        |        |        |        |
| 500 m masculino  |        |        |        | H      | S      | F      |        |        |        |
| 1000 m masculino |        |        |        |        |        |        | H      | S      | F      |
| 200 m feminino   | H      | S      | F      |        |        |        |        |        |        |
| 500 m feminino   |        |        |        | H      | S      | F      |        |        |        |
| 1000 m feminino  |        |        |        |        |        |        | H      | S      | F      |

## Medalhistas
| Evento | Ouro | Prata | Bronze |
| ------ | --- | --- | --- |
| 200 m  | CHN China Chen Fangjia Chen Zihuan Feng Chaochao Li Chuan Liu Yu Lü Luhui Shu Liang Sun Jiahao Wang Liang Wang Xiaodong Yang Hailei Yu Haijie Zhang Zhicheng Zheng Jiaxin                                        | THA Tailândia Sukon Boonem Kasemsit Borriboonwasin Chaiyakarn Choochuen Suradet Faengnoi Pornprom Kramsuk Natthapon Kreepkamrai Suwan Kwanthong Phatthara Sangdet Somchai Sangmuang Chitsanupong Sangpan Nopphadol Sangthuang Vinya Seechomchuen Pornchai Tesdee Phakdee Wannamanee | INA Indonésia Joko Andriyanto Muh Burhan Tri Wahyu Buwono Yuda Firmansyah Mugi Harjito Harjuna Andri Agus Mulyana Angga Suwandi Putra Maizir Riyondra Dedi Saputra Indra Tri Setiawan Sofiyanto Sutrisno Zubakri                                                                    |
| 500 m  | CHN China Chen Fangjia Chen Zihuan Feng Chaochao Li Chuan Liu Yu Lü Luhui Shu Liang Sun Jiahao Wang Liang Wang Xiaodong Yang Hailei Yu Haijie Zhang Zhicheng Zheng Jiaxin                                        | INA Indonésia Joko Andriyanto Muh Burhan Tri Wahyu Buwono Yuda Firmansyah Mugi Harjito Harjuna Andri Agus Mulyana Angga Suwandi Putra Maizir Riyondra Dedi Saputra Indra Tri Setiawan Sofiyanto Sutrisno Zubakri                                                                    | THA Tailândia Sukon Boonem Kasemsit Borriboonwasin Chaiyakarn Choochuen Suradet Faengnoi Pornprom Kramsuk Natthapon Kreepkamrai Suwan Kwanthong Phatthara Sangdet Somchai Sangmuang Chitsanupong Sangpan Nopphadol Sangthuang Vinya Seechomchuen Pornchai Tesdee Phakdee Wannamanee |
| 1000 m | INA Indonésia Joko Andriyanto Muh Burhan Tri Wahyu Buwono Yuda Firmansyah Mugi Harjito Harjuna Andri Agus Mulyana Angga Suwandi Putra Maizir Riyondra Dedi Saputra Indra Tri Setiawan Sofiyanto Sutrisno Zubakri | CHN China Chen Fangjia Chen Zihuan Feng Chaochao Li Chuan Liu Yu Lü Luhui Shu Liang Sun Jiahao Wang Liang Wang Xiaodong Yang Hailei Yu Haijie Zhang Zhicheng Zheng Jiaxin | MYA Mianmar Hein Soe Htoo Htoo Aung Myint Ko Ko Myo Hlaing Win Naing Lin Oo Pyae Phyo Thant Pyae Sone Aung Saw Kaung Kaung San Saw Moe Aung Saw Niang Lin Kyaw Thant Zin Oo Tin Ko Ko Yu Ya Maung Zaw Zaw Tun                                                                       |

### Feminino
| Evento | Ouro | Prata | Bronze |
| ------ | --- | --- | --- |
| 200 m  | CHN China Cheng Lingzhi Ding Sijie Fan Yiting Li Shuqi Li Zhixian Luo Meng Shi Yingying Sun Yang Wang Ji Wang Li Wang Ying Xue Lina Yu Shimeng Zhu Xiaoli | INA Indonésia Ramla Baharuddin Ester Yustince Daimoi Iin Rosiana Damiri Dayumin Raudani Fitra Nadia Hafiza Maryati Sella Monim Cinta Priendtisca Nayomi Fazriah Nurbayan Ratih Ayuning Tika Vihari Reski Wahyuni Anisa Yulistiawan | THA Tailândia Jaruwan Chaikan Ketkanok Chomchey Jirawan Hankhamla Praewpan Kawsri Watcharaporn Khadtiya Pranchalee Moonkasem Patthama Nanthain Nipaporn Nopsri Arisara Pantulap Sukanya Poradok Anuthida Saeheng Thitima Sukrat Onuma Teeranaew Benjamas Woranuch |
| 500 m  | CHN China Cheng Lingzhi Ding Sijie Fan Yiting Li Shuqi Li Zhixian Luo Meng Shi Yingying Sun Yang Wang Ji Wang Li Wang Ying Xue Lina Yu Shimeng Zhu Xiaoli | INA Indonésia Ramla Baharuddin Ester Yustince Daimoi Iin Rosiana Damiri Dayumin Raudani Fitra Nadia Hafiza Maryati Sella Monim Cinta Priendtisca Nayomi Fazriah Nurbayan Ratih Ayuning Tika Vihari Reski Wahyuni Anisa Yulistiawan | MYA Mianmar Hla Hla Htwe Khin Su Su Aung Lin Lin Kyaw Man Huai Phawng Moe Ma Ma Myint Myint Soe Phyu Phyu Aung San San Moe Saw Myat Thu Soe Sandar Soe Soe Kyaw Su Wai Phyo Thet Phyo Naing Win Win Htwe                                                          |
| 1000 m | CHN China Cheng Lingzhi Ding Sijie Fan Yiting Li Shuqi Li Zhixian Luo Meng Shi Yingying Sun Yang Wang Ji Wang Li Wang Ying Xue Lina Yu Shimeng Zhu Xiaoli | INA Indonésia Ramla Baharuddin Ester Yustince Daimoi Iin Rosiana Damiri Dayumin Raudani Fitra Nadia Hafiza Maryati Sella Monim Cinta Priendtisca Nayomi Fazriah Nurbayan Ratih Ayuning Tika Vihari Reski Wahyuni Anisa Yulistiawan | KOR Coreia do Sul Byun Eun-jeong Cha Tae-hee Cho Soo-bin Han Sol-hee Jeong Ji-won Ju Hee Ju Yun-woo Kim Da-bin Kim Hyeon-hee Kim Yeo-jin Lee Hyeon-joo Lim Sung-hwa Tak Su-jin Yun Ye-bom                                                                         |

## Quadro de medalhas
| Pos.               | País               | Ouro | Prata | Bronze | Total |
| ------------------ | ------------------ | ---- | ----- | ------ | ----- |
| 1                  | CHN China          | 5    | 1     | 0      | 6     |
| 2                  | INA Indonésia      | 1    | 4     | 1      | 6     |
| 3                  | THA Tailândia      | 0    | 1     | 2      | 3     |
| 4                  | MYA Mianmar        | 0    | 0     | 2      | 2     |
| 5                  | KOR Coreia do Sul  | 0    | 0     | 1      | 1     |
| Total (5 entradas) | Total (5 entradas) | 6    | 6     | 6      | 18    |

## Nações participantes
Um total de 293 atletas de 12 países competiram no dragon boat nos Jogos Asiáticos de 2022:
- CAM Camboja (14)
- CHN China (28)
- TPE Taipé Chinês (14)
- HKG Hong Kong (28)
- INA Indonésia (28)
- MAC Macau (28)
- MAS Malásia (14)
- MYA Mianmar (28)
- PRK Coreia do Norte (28)
- SGP Singapura (27)
- KOR Coreia do Sul (28)
- THA Tailândia (28)